# Bruce Benson
Bruce L. Benson (Havre, 18 de marzo de 1949) es un economista académico estadounidense ampliamente reconocido como una autoridad del análisis económico del Derecho y un importante exponente de la teoría jurídica del anarcocapitalismo. 
Es profesor de investigación de la Universidad Estatal de Florida, donde sirve como Presidente del Departamento de Economía y como profesor de Derecho. Es el destinatario del Adam Smith Award de 2006, el más alto honor otorgado por la Association of Private Enterprise Education de Londres. Es miembro superior del Instituto Independiente.

## Publicaciones
Benson es autor de cientos de artículos publicados en revistas económicas y libertarias, así como muchos libros. Ha escrito algunas de las perspectivas que lideran el estudio liberal libertario/anarquista de mercado del análisis económico del Derecho sobre regulación, penalización, derecho comercial, y derecho nativo americano (véase: derecho privado, ley policéntrica).
Algunos de sus libros son:
- American Antitrust Law in Theory and in Practice.
- The Enterprise of Law: Justice Without the State. Disponible en español como Justicia sin Estado: La empresa de la ley.[3]
- The Economic Anatomy of a Drug War: Criminal Justice in the Commons.
- To Serve and Protect: Privatization and Community in Criminal Justice.
- Self Determination: The Other Path for Native Americans.